# معهد البحوث والدراسات الاستشارية
معهد البحوث والدراسات الاستشارية بالجامعة الإسلامية بالمدينة المنورة تم تأسيسه عام 12/11/1431هـ بالقرار السامي رقم 7807/م ب. يعد واجهة الجامعة التسويقية ويقدم الخدمات الدراسية مثل إجراء البحوث والدراسات وتقديم الخدمات الاستشارية مدفوعة الثمن لكافة مؤسسات المجتمع الحكومية والخاصة سواء بنظام المناقصات أو الدعوات أو المبادرات والذراع التسويقية لامكانات الجامعة وذلك لتقديم كافة الخدمات من برامج تدريبية وإجراء البحوث والدراسات وتقديم الخدمات الاستشارية مدفوعة الثمن لكافة مؤسسات المجتمع الحكومية والخاصة سواء بنظام المناقصات أو الدعوات أو المبادرات.

## الرؤية
أن يكون المعهد بيت خبرة استشاري محلياً وعالمياً في مجالات المعرفة المتنوعة للإسهام في خطط التنمية الطموحة في المملكة العربية السعودية وخدمة العالم الإسلامي.

## الرسالة
الاستفادة من إمكانات الجامعة في تقديم الخبرات والاستشارات العلمية والتنموية لخدمة المجتمع المحلي والإسلامي والعالمي من خلال عمل بحثي واستشاري.

## مهام معهد البحوث والدراسات الاستشارية
1. العمل كبيت خبرة استشاري لمختلف القطاعات.
2. بناء العلاقات المربحة بين الجامعة والمجتمع بقطاعاته الإنتاجية الحكومية والخاصة.
3. التعريف بالإمكانات البحثية والاستشارية بالجامعة.
4. الاستفادة القصوى من الإمكانات والنشاطات البحثية في الجامعة في خدمة المجتمع.
5. تعزيز التعاون العلمي بين المعهد ومراكز البحوث العلمية والتكنولوجية الوطنية والإقليمية والعالمية.
6. يتم التنسيق مع المؤسسات والجهات ذات العلاقة لإعداد مذكرات تفاهم وتعاون بما يحقق أهداف ورسالة المعهد.
7. يقوم المعهد بدراسة سبل الاستفادة من الاتفاقيات الموقعة بين الجامعة والمؤسسات العلمية داخلياً وخارجيًا.
8. مكاتب الخبرة

## وصلة خارجية
- الموقع الرسمي لمعهد البحوث والدراسات الاستشارية على الإنترنت. نسخة محفوظة 1 يوليو 2020 على موقع واي باك مشين.